# Jean-Paul Belmondo
Jean-Paul Belmondo, född 9 april 1933 i Neuilly-sur-Seine, Hauts-de-Seine, död 6 september 2021 i Paris, var en fransk skådespelare.

## Biografi
Belmondos far var skulptör och Jean-Paul Belmondo själv studerade vid Conservatoire de Paris. Samtidigt uppträdde han vid olika provinsteatrar innan han slog igenom på Paristeatrarna. 
Jean-Paul Belmondo hade en rad biroller i film från 1956 före  sitt stora genombrott 1960 i Jean-Luc Godards film Till sista andetaget, där han var ett slags korsning mellan Humphrey Bogart och James Dean. Han etablerade sig strax därefter som en av Frankrikes största stjärnor, en antihjälte som personifierade filmens "nya vågen"-bild av den upproriska ungdomen. 1963 valdes han till ordförande i de franska skådespelarnas fackförening och samtidigt utgav han sin självbiografi, Trente Ans et Vingt-Cinq Films.
Belmondo har genom åren medverkat i såväl franska som internationella filmer av varierande kvalitet, men han lyckades bibehålla sin ställning som en stor stjärna, mycket på grund av sin vinnande personlighet. 
Jean-Paul Belmondos son, Paul Belmondo, är racerförare.

## Filmografi
- 1956 - Molière
- 1958 - Storstadsungdom
- 1959 - Bakom dubbla lås
- 1960 - Moderato cantabile
- 1960 - Till sista andetaget
- 1960 - Svarta strumpor
- 1960 - De två kvinnorna
- 1961 - En kvinna är en kvinna
- 1961 - Riviera-Story
- 1961 – Léon Morin, präst
- 1962 - Alla är vi vinterapor
- 1962 - Cartouche - mästertjuven
- 1962 - Ställd mot väggen
- 1963 - Mannen från Rio
- 1963 - Schakalerna
- 1963 - 100.000 dollar i solen
- 1965 - Tokstollen
- 1965 - Brinner Paris?
- 1965 - Mannen från Hong-Kong
- 1966 – Charmören
- 1967 - Casino Royale
- 1969 - Sirenen från Mississippi
- 1969 - En man för mej
- 1970 - Borsalino
- 1972 - Så tuktas en doktor
- 1973 - Le och låtsas dö
- 1974 - Stavisky
- 1975 - Mannen med nio ansikten
- 1976 - Över hans döda kropp
- 1995 - Les misérables

## Utmärkelser
- Prix Citron, Orange och Bourgeon,  1972
- Riddare av Hederslegionen,  1980
- Prix du Brigadier, för Kean,  1987[16]
- Césarpriset för bästa manliga huvudroll, för Att möta ett lejon,  1989[17]
- Officer av Hederslegionen,  6 maj 1991[18]
- Kommendör av Nationalförtjänstorden,  14 maj 1994[19]
- Kommendör av Arts et Lettres-orden,  14 juli 2006[20]
- Kommendör av Hederslegionen,  6 april 2007[21]
- Palme d'honneur,  2011[22]
- Prix Coq från Franska gemenskapen i Belgien,  2012
- Riddare av Leopoldsorden,  19 juni 2012[23]
- Guldlejonet, med  Paulo Mendes da Rocha, Maguy Marin, Declan Donnellan och Jerzy Skolimowski,  2016[24]
- Storofficer av Nationalförtjänstorden,  2 maj 2017[25]
- Storofficer av Hederslegionen,  13 juli 2019[26]

[Redigera Wikidata]

## Galleri

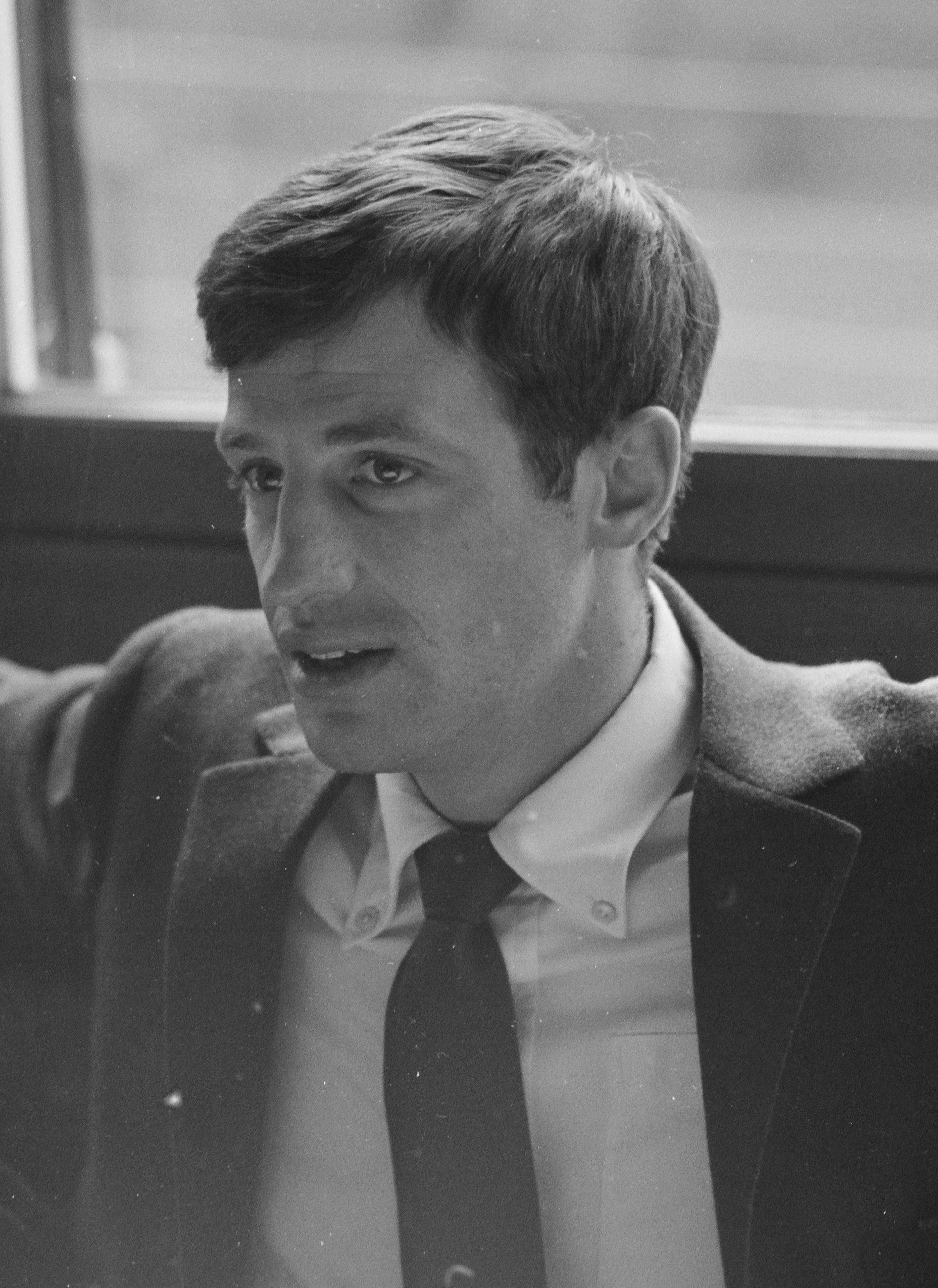
Jean-Paul Belmondo 1962.
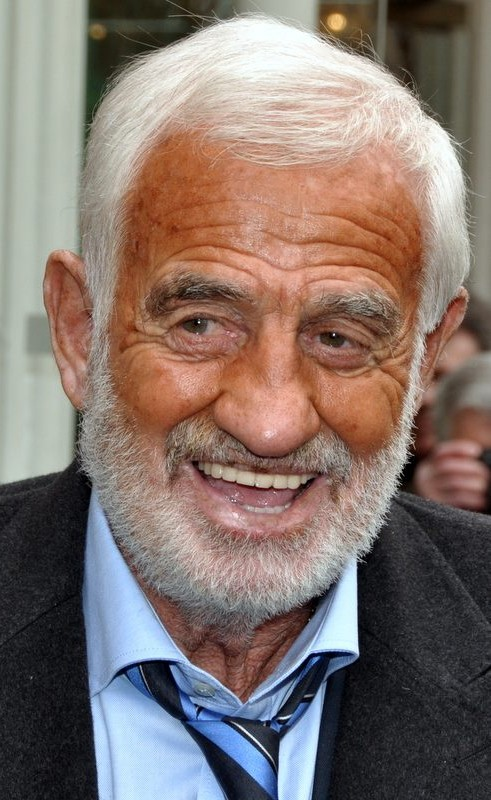
Jean-Paul Belmondo 2013.
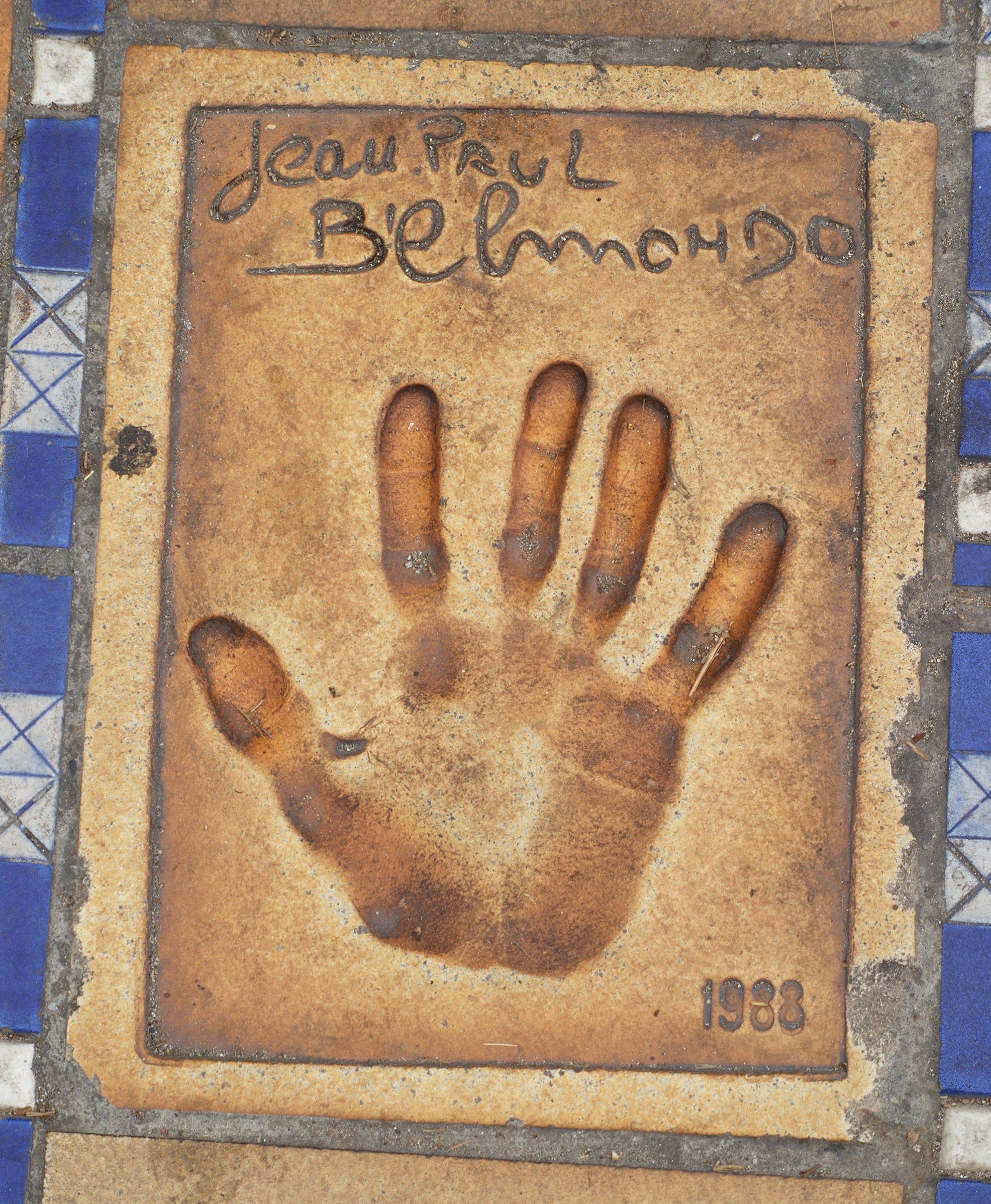
Belmondos handavtryck i Cannes 1988.
Belmondo i Mannen från Rio 1964.